# 문경 김룡사 동종
사인비구 제작 동종 - 문경김룡사동종(思印比丘 製作 銅鍾 - 聞慶金龍寺銅鍾)은 대한민국 경상북도 김천시 직지사 성보박물관에 있는 조선시대의 종이다. 조선 현종 11년, 1670년에 제작되었다. 2000년 2월 15일 대한민국의 보물 제11-2호로 지정되었다.

## 개요
이 종은 신라종의 전통양식을 계승하는 한편 조선후기 종 양식을 잘 간직하고 있는 종으로, 특히 당좌는 사인비구의 독창성이 엿보이는 새로운 형태로, 같은 해에 만들어진 강원도 홍천군 수타사 동종의 예와 함께 2구의 종에서만 보이고 있다. 수타사 동종에 비하여 각 문양간의 간격이 조밀하지만 수타사 동종의 선행작으로서의 가치가 있다.

## 같이 보기
- 사인비구 제작 동종
- 직지사

## 참고 자료
- 문경 김룡사 동종 - 국가유산청 국가유산포털